# باندیستا
باندیستا (Bandista) یک اجتماع موسیقایی ترکیه‌ای است که سال ۲۰۰۶ در استانبول پایه‌گذاری شده است. ویژگی‌های بارز و شناخته شدهٔ این گروه، تنوع و گوناگونی سبک‌های موسیقی، و نیز دیدگاه‌های سیاسی چپ‌گرایانه آنهاست.

Bandista نام خود را از کوتاه‌نویسی عبارت "Bando Istanbul" (گروه استانبول) گرفته است. این گروه آلبوم‌های خود را به صورت آزاد (تحت مجوز کپی‌لفت) منتشر می‌کند. نخستین آلبوم منتشر شده گروه، De Te Fabula Narratur سال ۲۰۰۹ در ایتالیا ضبط شد و ۱۰۰۰ نسخه از آن به صورت رایگان در میدان تقسیم پخش شد.

اعضای به‌هم‌پیوستهٔ این گروه سازهای گوناگونی از قبیل آکاردئون، گیتار بیس، کلارینت، ساکسوفون، دایره زنگی، کمانچه، بوزوکی، کیبورد (ساز)، ترومبون، و ملودیکا را برای اجراها و ضبط کارهایشان می‌نوازند. در میان اعضای به‌هم‌پیوسته گروه، همچنین کسانی وجود دارند که موسیقی‌دان نیستند. اعضای گروه تمایلی به آشکار کردن هویت خود ندارند و ترجیح می‌دهند ناشناس باقی بمانند.
این گروه تاکنون در فستیوال‌ها و تظاهرات‌های مختلفی به اجرا پرداخته است. گروه باندیستا همچنین یکی از پشتیبانان جنبش اشغال میدان گزی است.

## ترانه‌شناسی

### آلبوم‌های استودیویی

#### De Te Fabula Narratur - ۲۰۰۹
1. Haydi barikata
2. Özgürlüğe manuş
3. İlle de rumba
4. Her şeyin şarkısı
5. Maya
6. Aim
7. Kara çocuk raksı (intro)
8. Kara çocuk raksı
9. Hiçbir şeyin şarkısı

#### Paşanın Başucu Şarkıları - ۲۰۰۹
1. Benim annem cumartesi
2. Pardon afedersiniz genelkurmay
3. Yan babilon

#### Şu anda! Şimdi! - ۲۰۱۰
1. Birinci rollama
2. Kızıl flama

#### Dikkat Askersiz Bölge - ۲۰۱۰
1. Gavur imam isyanı
2. Hiçbir yerin şarkısı
3. Beton millet sakarya!

#### Daima! - ۲۰۱۱
1. İnkarın şarkısı
2. Hoşçakal
3. Mesele/a
4. Aşk şarkısı
5. Selam size
6. Kara, kızıl ve şair
7. Rasta semahı
8. Her yerin şarkısı

#### Sokak Meydan Gece - ۲۰۱۲
1. İsyan
2. Olur/Olmaz

### آلبوم‌های چندآهنگه (EP)

#### Sınırsız Ulussuz Sürgünsüz - ۲۰۱۲
1. Haymatlos
2. Hiç kimsenin şarkısı
3. Kim yerli kim göçmen